# Арні Браун
Стюарт Арнольд Браун (англ. Stewart Arnold Brown, нар. 28 січня 1942, Ошава — пом. 26 липня 2019) — канадський хокеїст, що грав на позиції захисника.

## Ігрова кар'єра
Професійну хокейну кар'єру розпочав 1961 року.
Протягом професійної клубної ігрової кар'єри, що тривала 15 років, захищав кольори команд «Торонто Мейпл-Ліфс», «Нью-Йорк Рейнджерс», «Детройт Ред-Вінгс», «Нью-Йорк Айлендерс», «Атланта Флеймс», «Мічиган Стегс», «Балтімор Блейдс» та «Ванкувер Блейзерс».
Усього провів 681 матч у НХЛ, включаючи 22 гри плей-оф Кубка Стенлі.